# 焦庄站
焦庄站是一个京广铁路上的铁路车站，位于河南省驻马店市西平县焦庄乡，建于1912年，目前为五等站，邮政编码为462121。目前客运：办理旅客乘降；行李、包裹托运；货运：办理整车、零担货物发到。